# Chilodus gracilis
Chilodus gracilis är en fiskart som beskrevs av Isaac J.H. Isbrücker och Nijssen, 1988. Chilodus gracilis ingår i släktet Chilodus och familjen Chilodontidae. Inga underarter finns listade i Catalogue of Life.